# Solar da família Caiado Ferrão
O Solar da Família Caiado Ferrão, também conhecido por Solar dos Melos, localiza-se em Trevões, no município de São João da Pesqueira, distrito de Viseu, em Portugal.
Foi mandado edificar em 1671, por Francisco de Almeida Caiado. Da construção primitiva, que já possuía capela dedicada a Nossa Senhora da Conceição, conserva-se o corpo central da casa, com escada de patim adossada. Na segunda metade do século XVIII, sofreu obras de vulto, sob as ordens de Francisco Xavier de Almeida Caiado Melo e Vasconcelos, que a transformou numa das melhores casas de toda a região.
As obras, que podemos balizar entre as décadas de 60 e 70 do século XVIII, apoiando-nos na data inscrita na frontaria da capela (1768) e no seu interior (1771), alteram parcialmente a casa e a capela. 
O Solar e a Capela, dedicada a Nossa Senhora da Conceição, estão classificados como Imóvel de Interesse Público desde 1970.